# 僕らプレイボーイズ 熟年探偵社
『僕らプレイボーイズ 熟年探偵社』（ぼくらプレイボーイズ じゅくねんたんていしゃ）は、2015年7月17日から9月11日まで毎週金曜日19:58 - 20:54に、テレビ東京系の「金曜8時のドラマ」枠で放送されたテレビドラマ。全8回。原案は、藤田宜永の「還暦探偵」（新潮文庫刊『通夜の情事』所収）。主演は高橋克実。

## キャスト

### プレイボーイズ探偵社
岩瀬 厚一郎（いわせ こういちろう）
演 - 高橋克実
プレイボーイズ探偵社の探偵。元家電メーカーの営業マン。実直な性格であり、探偵の中では唯一のスーツ姿である。
土屋 元禄（つちや げんろく）
演 - 伊東四朗
探偵社の所長。元捜査一課の刑事。その「元刑事」という経歴上、田浦とは旧知の仲。
由井 虎次（ゆい とらじ）
演 - 石田純一
探偵社のメンバーで元射撃競技のオリンピック選手。
田浦 要（たうら かなめ）
演 - 笹野高史
探偵社のメンバーでタクシードライバーとしても働いている。元スリ。その「元スリ」という経歴上、土屋所長とは旧知の仲。
堀切 保（ほりきり たもつ）
演 - 角野卓造
元内科医で引退後に探偵社メンバーとなる。
磯貝 美由紀（いそがい みゆき）
演 - 中村静香
探偵社の事務員。

### 岩瀬家
岩瀬 奈月（いわせ なつき）
演 - 水野真紀
厚一郎の妻。
岩瀬 佳世（いわせ かよ）
演 - 冨士眞奈美
奈月の母。

### ゲスト出演者
ゲストの出典：

#### 第1話
三宮 英子
演 - 田中美佐子
千葉 竜吾
演 - 金田明夫

#### 第2話
中西 寛子
演 - 市毛良枝
中西 健一
演 - 中丸新将
岸谷 武志
演 - 中村倫也

#### 第3話
佐藤 圭作
演 - 小野寺昭
河合 沙織
演 - 篠原真衣

#### 第4話
篠原 瑠璃子
演 - 秋野暢子
佐々木 義則
演 - 春田純一

#### 第5話
藤村 百合子
演 - 松原智恵子
岸谷 千帆
演 - 高橋ひとみ
藤村 正和
演 - 斉藤陽一郎
堀切 卓也
演 - 東根作寿英

#### 第6話
陶久 町子
演 - 佐々木すみ江
陶久 茂
演 - 佐戸井けん太

#### 第7話
加藤 善治
演 - 浅野和之
加藤 妙子
演 - 杜けあき
風間 輝樹
演 - 大澄賢也

#### 第8話
田浦 京子
演 - 根本りつ子
吉崎 仁美
演 - 角替和枝
堀切 卓也
演 - 東根作寿英
吉崎 文香
演 - 映美くらら

## スタッフ
- 原案：藤田宜永「還暦探偵」（新潮文庫刊『通夜の情事』所収）
- 脚本：吉本昌弘、松本美弥子、福田卓郎
- 演出：鈴木浩介、塚本連平、水村秀雄
- 音楽：平沢敦士
- 主題歌：ウルフルズ「ロッキン50肩ブギウギックリ腰」（ワーナーミュージック・ジャパン）[3]
- サウンドデザイン：石井和之
- 探偵監修：株式会社MR
- 技術協力：ビデオスタッフ
- 照明協力：ザ・ホライズン
- 美術協力：BEENS
- CG：OXYBOT
- チーフプロデューサー：岡部紳二（テレビ東京）
- プロデューサー：中川順平（テレビ東京）、志村彰・高石明彦（The icon）
- 製作：テレビ東京、The icon

## 放送日程
| 各話  | 放送日        | サブタイトル                     | 脚本                 | 演出     | 視聴率 |
| ----- | ------------- | -------------------------------- | -------------------- | -------- | ------ |
| 第1話 | 2015年7月17日 | リストラから探偵へ               | 吉本昌弘             | 鈴木浩介 | 3.4％  |
| 第2話 | 2015年7月24日 | 愛犬が招いた夫婦の危機!?         | 松本美弥子／吉本昌弘 |          |        |
| 第3話 | 2015年7月31日 | 引退シェフのプライドと涙のスープ | 吉本昌弘             | 塚本連平 |        |
| 第4話 | 2015年8月07日 | 初恋の相手探しは吉か凶か!?       | 福田卓郎／吉本昌弘   | 水村秀雄 |        |
| 第5話 | 2015年8月21日 | 結婚できない息子の彼女は詐欺師!? | 福田卓郎／吉本昌弘   | 鈴木浩介 |        |
| 第6話 | 2015年8月28日 | おばあちゃんを追跡せよ!          | 吉本昌弘             | 塚本連平 |        |
| 第7話 | 2015年9月04日 | 30年連れ添った妻が浮気?!         | 吉本昌弘             | 水村秀雄 |        |
| 第8話 | 2015年9月11日 | 今度の依頼は最後の仕事!?         | 吉本昌弘             | 鈴木浩介 |        |

- 視聴率はビデオリサーチ調べ、関東地区・世帯。